# Viviane Jungblut
Viviane Eichelberger Jungblut (Porto Alegre, 29 de junho de 1996) é uma nadadora brasileira. Compete em provas de longa distância, seja em piscina ou em águas abertas.

## Biografia
Sua primeira experiência em competição internacional foi em 2013, quando disputou o Campeonato Mundial Júnior, em Dubai. No ano seguinte, foi medalhista de bronze no revezamento em  águas abertas, ao lado de Marcos Vinícius Silva e Yagoh Watanabe.
Competiu nos Jogos Olímpicos de Verão da Juventude de 2014, em Nanquim, na China.
Em 2017, conquistou uma medalha de prata na etapa de Setúbal da Copa do Mundo de Maratona Aquática. Esteve também no Campeonato Mundial de Esportes Aquáticos de 2017, onde ficou em sexto na disputa de 5 km por equipe e em 11º pelos 10 km da maratona aquática.
No Campeonato Pan-Pacífico de Natação de 2018, ficou em 11º lugar nos 10 km em águas abertas.
Disputou os Jogos Pan-Americanos de 2019, em Lima, no Peru. Conquistou a medalha de bronze nos 800 metros livre e nos 10 km em águas abertas.
Em junho de 2021, conseguiu a classificação para os Jogos Olímpicos de Tóquio, no Japão.
Em dezembro de 2022, venceu a Travessia Itaparica-Salvador, maior prova de mar aberto do Brasil, com o tempo de 1h49m43.
Em outubro de 2023, conquistou a medalha de bronze na prova de 10 km nos Jogos Pan-americanos de Santiago.